# Škoda Octavia (1959)
Pour le modèle contemporain, voir Škoda Octavia.
La Škoda Octavia est une petite berline fabriquée par le constructeur automobile tchécoslovaque Škoda Auto entre 1959 et 1971. Elle ne doit pas être confondue avec l’Octavia « moderne », dont la première génération est sortie en 1996.

## Histoire

### L’héritière directe de la 440
La Škoda Octavia fait sa première apparition publique en mars 1959, à l’occasion du Salon de Genève.
Par rapport à la 440 qu’elle remplace, l’Octavia bénéficie d’une nouvelle calandre plus discrète, d’une planche de bord qui se veut plus pratique, et d’une suspension avant à ressorts hélicoïdaux.
La version « haut de gamme » Octavia Super remplace la 445, et le cabriolet 450 cède sa place à la nouvelle Felicia.
Côté technique, rien ne change : l’Octavia retrouve le quatre cylindres 1100 de 40 ch de la 440, la Super récupère le 1200 de 45 ch de la 445, et le cabriolet développe toujours 50 ch.
On notera que selon Škoda, le nom d’Octavia a été choisi car ce modèle est considéré comme le huitième de la ligne des voitures populaires de la marque, depuis la Popular de 1933.
En 1960, la gamme accueille une nouvelle version : la Touring Sport, qui reçoit le moteur et la calandre de la Felicia.
À l’occasion du Salon de Paris en octobre 1961, la famille Octavia s’agrandit de nouveau. Tout d’abord, la calandre de la Felicia se généralise à tous les modèles, et on remarque l’apparition de petits ailerons au sommet des ailes arrière. Mais la principale nouveauté, c’est l’entrée en scène d’un inédit break trois portes (l’offre break cinq portes étant assurée par la 1202). Enfin, on remarque que les Octavia et Octavia Super gagnent chacune 2 ch, atteignant 45 ch pour la première et 47 ch pour la seconde, tandis que deux nouvelles versions viennent s’ajouter au catalogue : les Octavia 1200 TS et Felicia Super, fortes de 55 ch.
Un an plus tard, les voitures du millésime 1963 adoptent une calandre au maillage plus serré et des feux de stationnement latéraux.
La présentation de la nouvelle Škoda 1000 MB au printemps 1964 pousse doucement l’Octavia vers la retraite, et l’usine de Mlada Boleslav cesse d’assembler la berline et le cabriolet. Mais aucun remplacement du break n’étant prévu, celui-ci continue sa route jusqu’en 1971, après avoir reçu une nouvelle calandre en 1968, et les feux arrière des nouvelles 100 et 110 en 1969.
Entre 1959 et 1971, Škoda aura construit 365 379 Octavia, dont 54 086 breaks, 78 489 Super et 2 273 TS et 1200 TS. La Felicia a quant à elle été produite à 14 863 exemplaires.

### Carrière internationale
Dès sa sortie en Tchécoslovaquie, l’Octavia est également disponible sur la plupart des marchés européens, notamment en France (où Škoda est importée depuis 1946 par Jacques Poch) et en Belgique (en 1960, première année « pleine » de l’Octavia, l’importateur belge réalisera un record de ventes qui ne sera battu qu’en 1986), mais aussi aux Pays-Bas.
De 1958 à 1964, la 440 puis l’Octavia seront par ailleurs assemblées dans une usine proche d’Anvers, aux côtés de la Volvo Amazon et de modèles du groupe Borgward. 11 550 Škoda seront ainsi produites en Belgique, dont 3 507 pour l’année record 1960 (ceci expliquant sans doute les bons chiffres de vente évoqués ci-dessus).
Mais la dimension internationale de la Škoda ne se limitera pas à l’Europe. Ainsi, un garage de Los Angeles distribuera les 440, Octavia et Felicia (408 cabriolets) entre 1957 et 1961, les Pakistanais auront droit à une version utilitaire produite sur place et baptisée Skopak à partir de 1970, puis un dérivé évoquant le Land Rover britannique appelé Trekka sera réalisé en 1966 sur une base d’Octavia à la demande de l’importateur néo-zélandais, qui le produira jusqu’en 1972 et l’exportant même jusqu’en Australie, en Indonésie et aux îles Fidji.

### Carrière sportive
Auteur de quelques faits d’armes en compétition, l’Octavia a marqué le retour de Škoda dans la course automobile, domaine que le constructeur de Mlada Boleslav avait quelque peu délaissé depuis le début des années 1950.
Outre d’anecdotiques participations au rallye Wartburg ou au raid Polski, ainsi qu’à la course « Little le Mans » à New York en 1959 et au rallye de l’Acropole en 1960, on retiendra notamment les belles places des Škoda officielles au rallye de Monte-Carlo. En 1960, la paire norvégienne Gjöberg/Martinsen termine 21e, les Finlandais Keinainen et Eklud se classent 6e en 1961 (et premiers de leur catégorie), et le même Keinainen remporte la catégorie 1 300 cm3 devant trois Alfa Romeo lors de l’édition 1962, où il était associé à son compatriote Vainsila.
À noter qu’en 1957, l’usine avait réalisé deux barquettes de compétition à carrosserie en fibre de verre, suivies par deux coupés « 1100 OHC » en 1960. Équipés d’un moteur développant 92 ch, ces modèles à carrosserie aluminium étaient donnés pour 190 km/h, mais ils n’ont eu aucun débouché en compétition. 

## Galerie

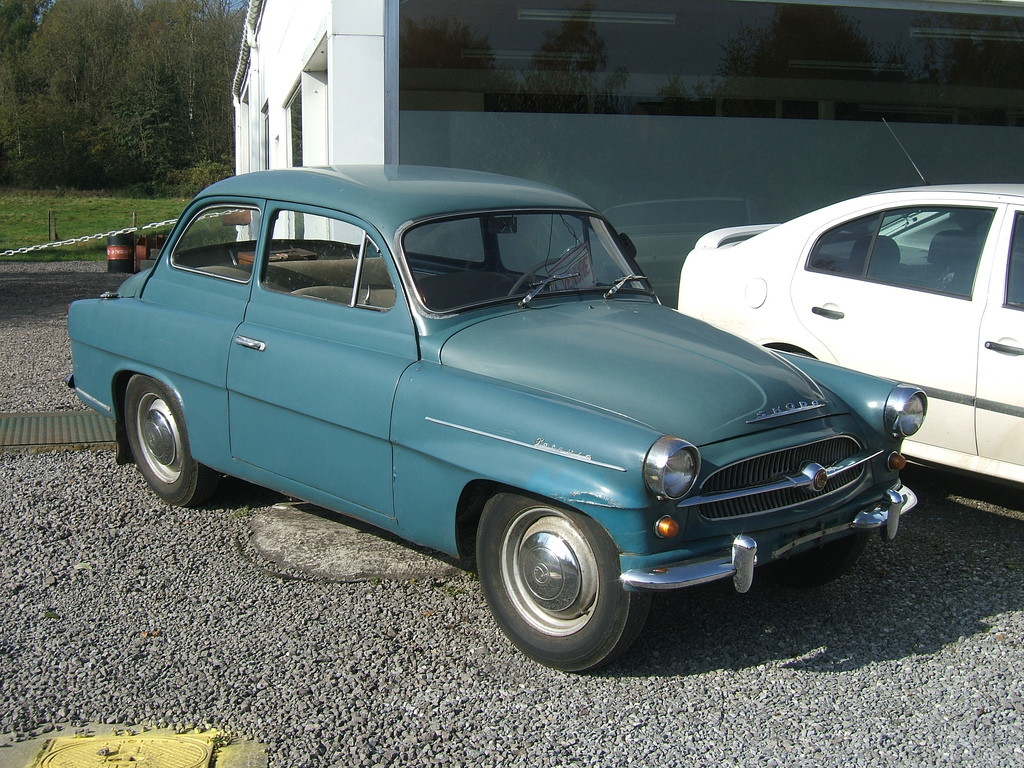
Škoda Octavia
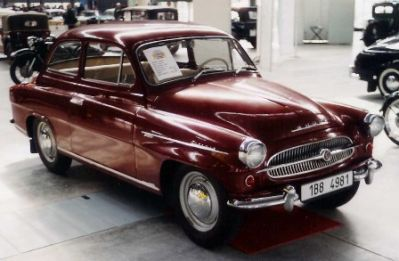
Škoda Octavia
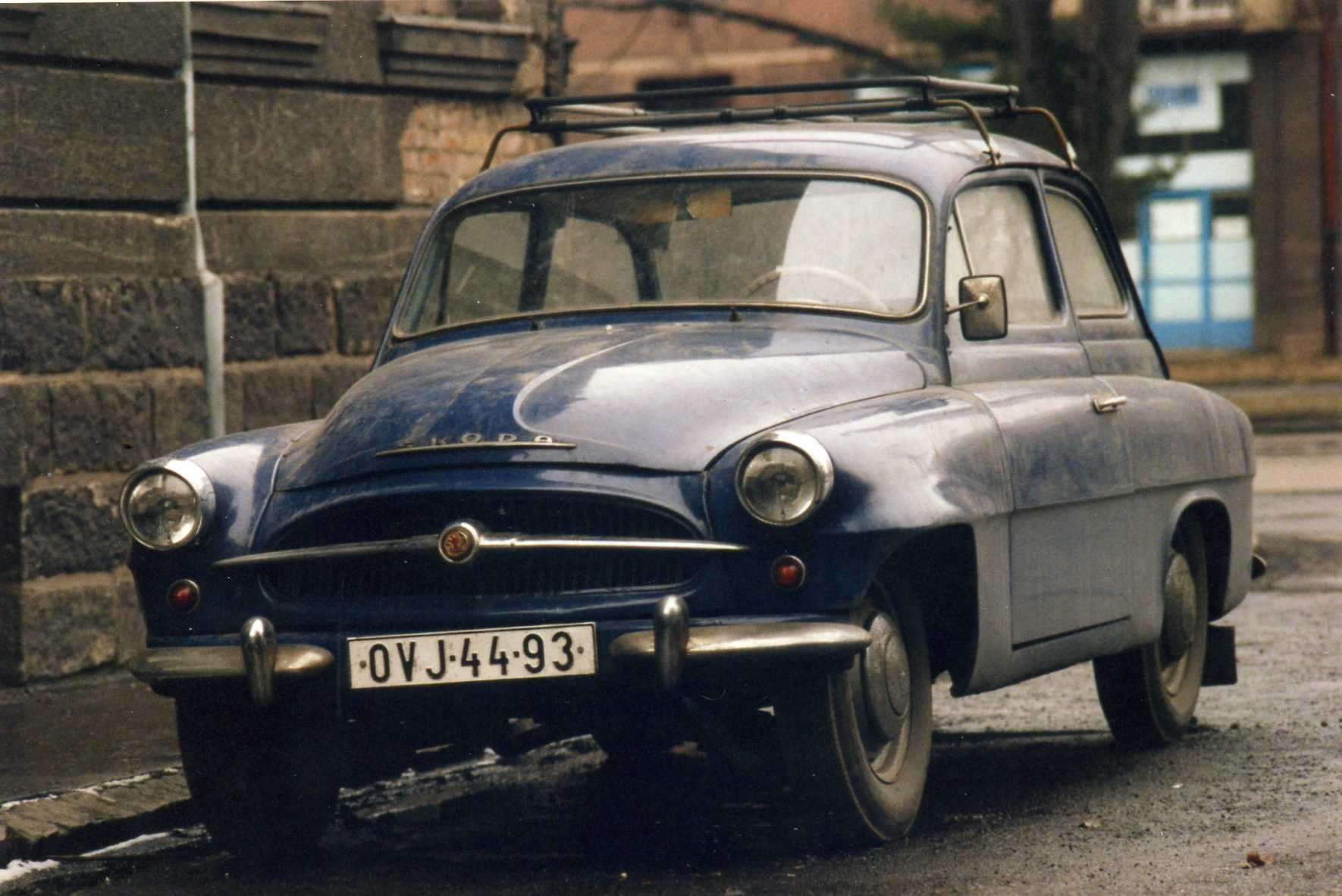
Škoda Octavia
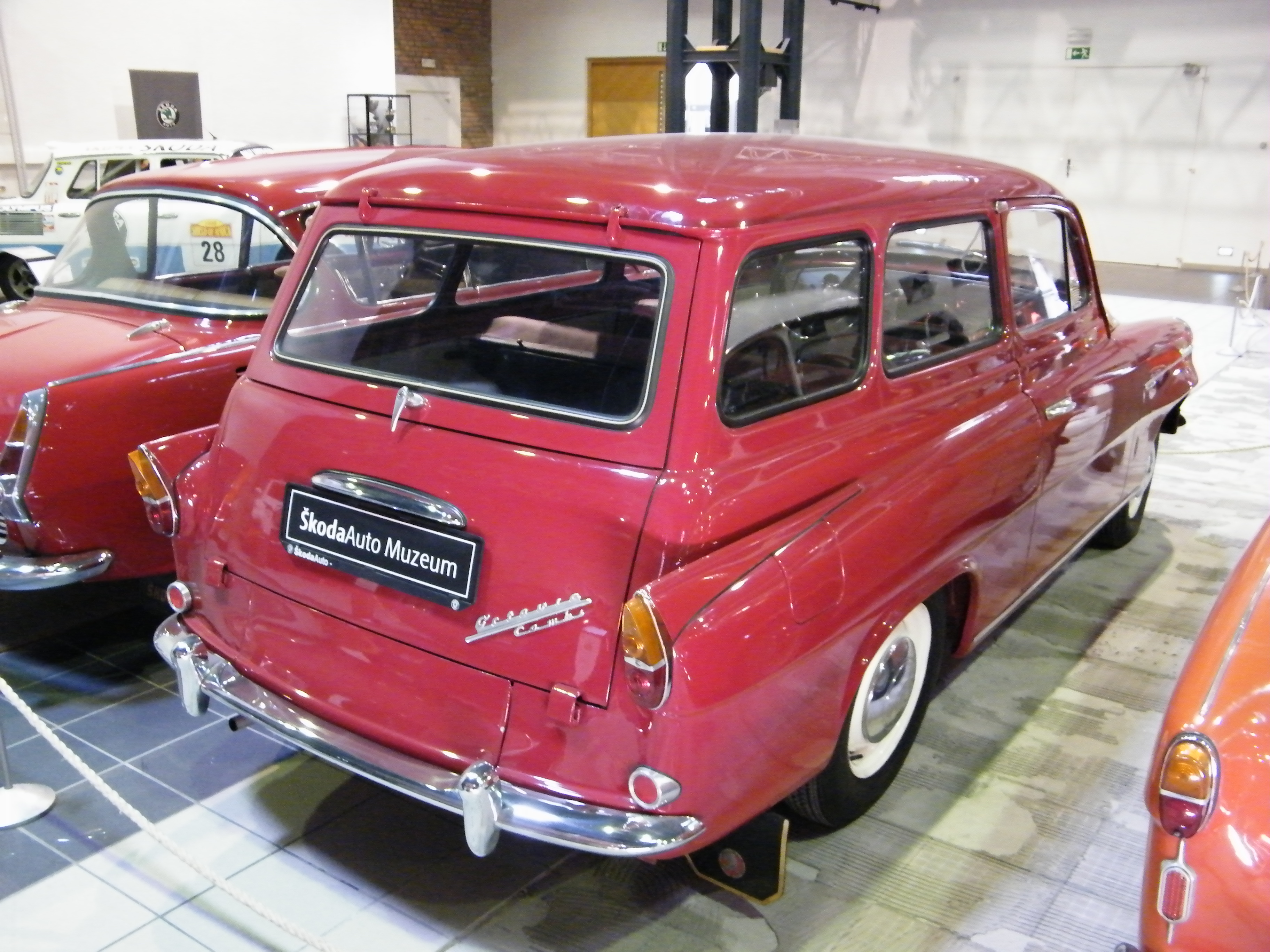
Škoda Octavia Kombi
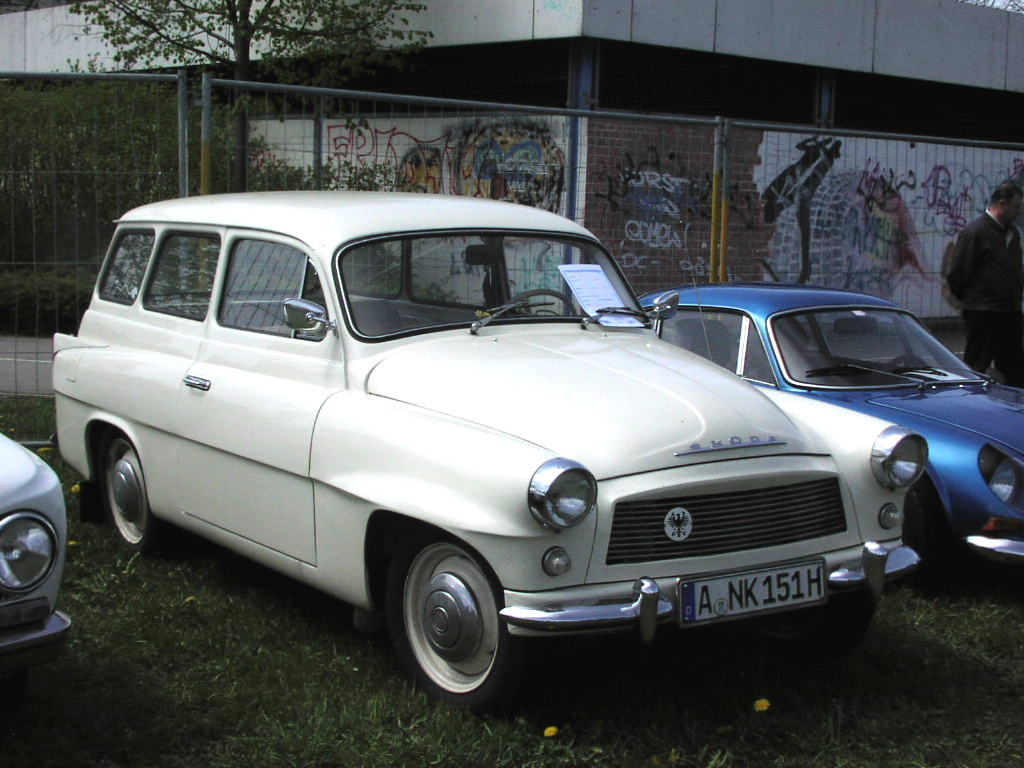
Škoda Octavia Kombi
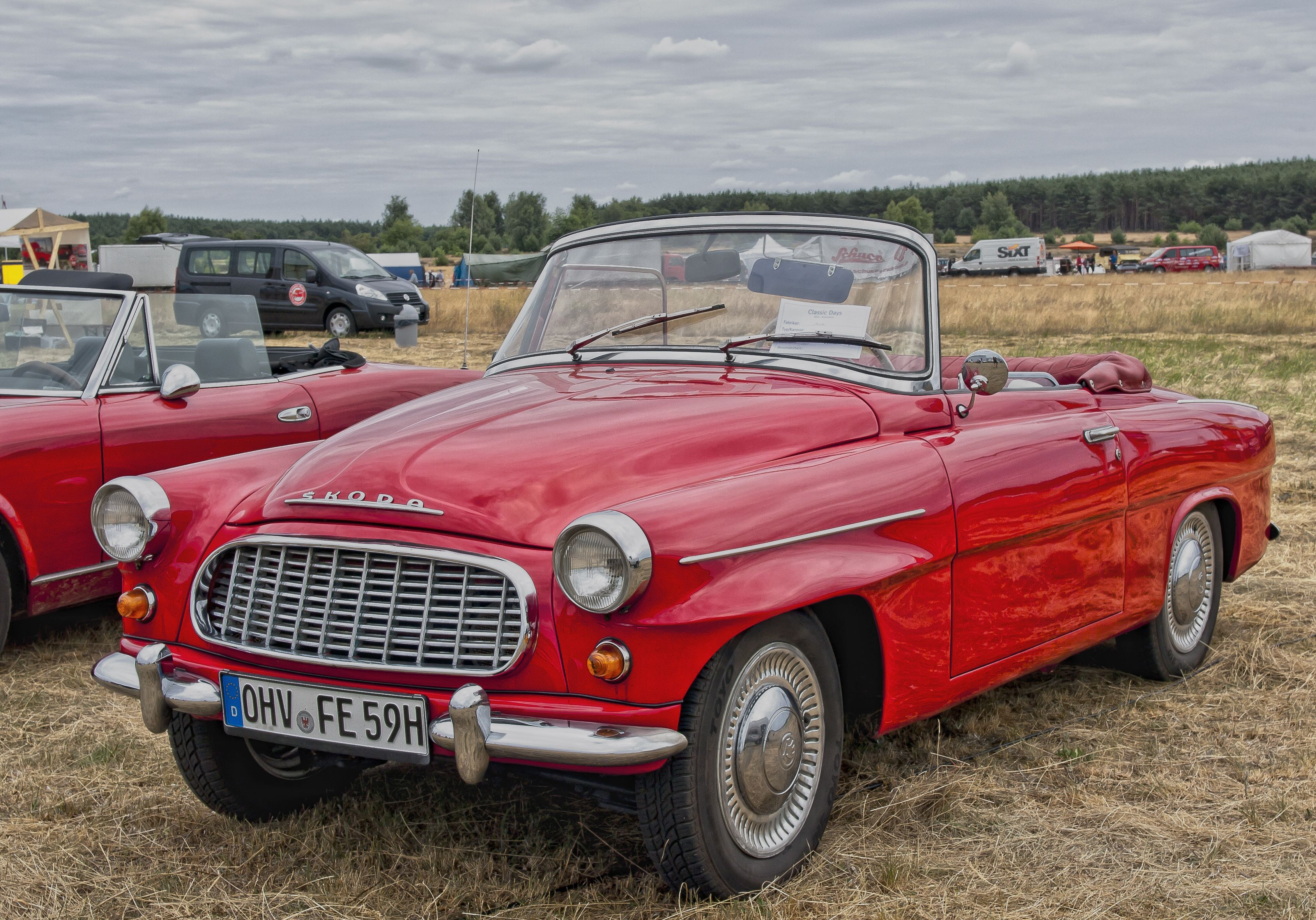
Škoda Felicia
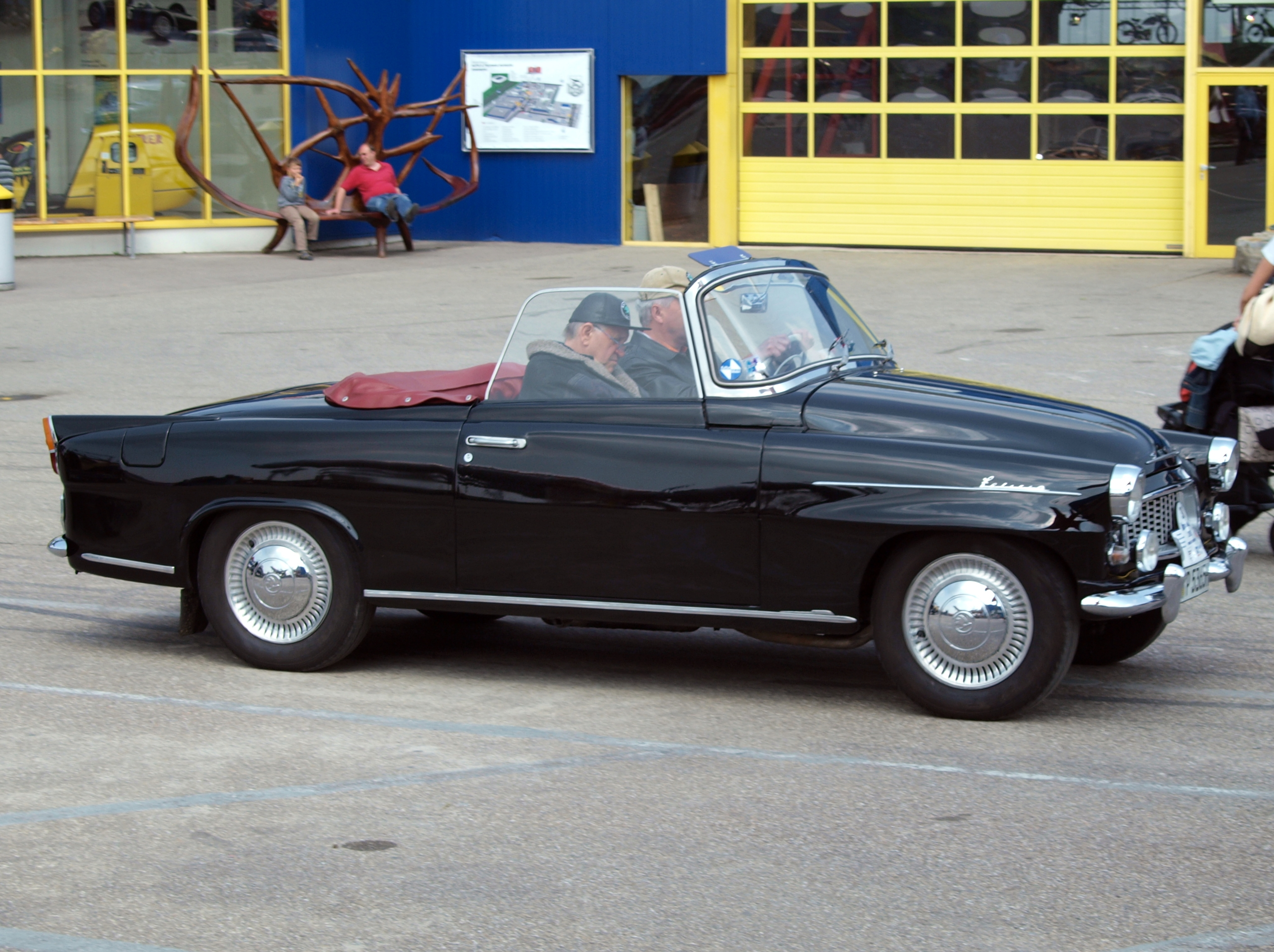
Škoda Felicia
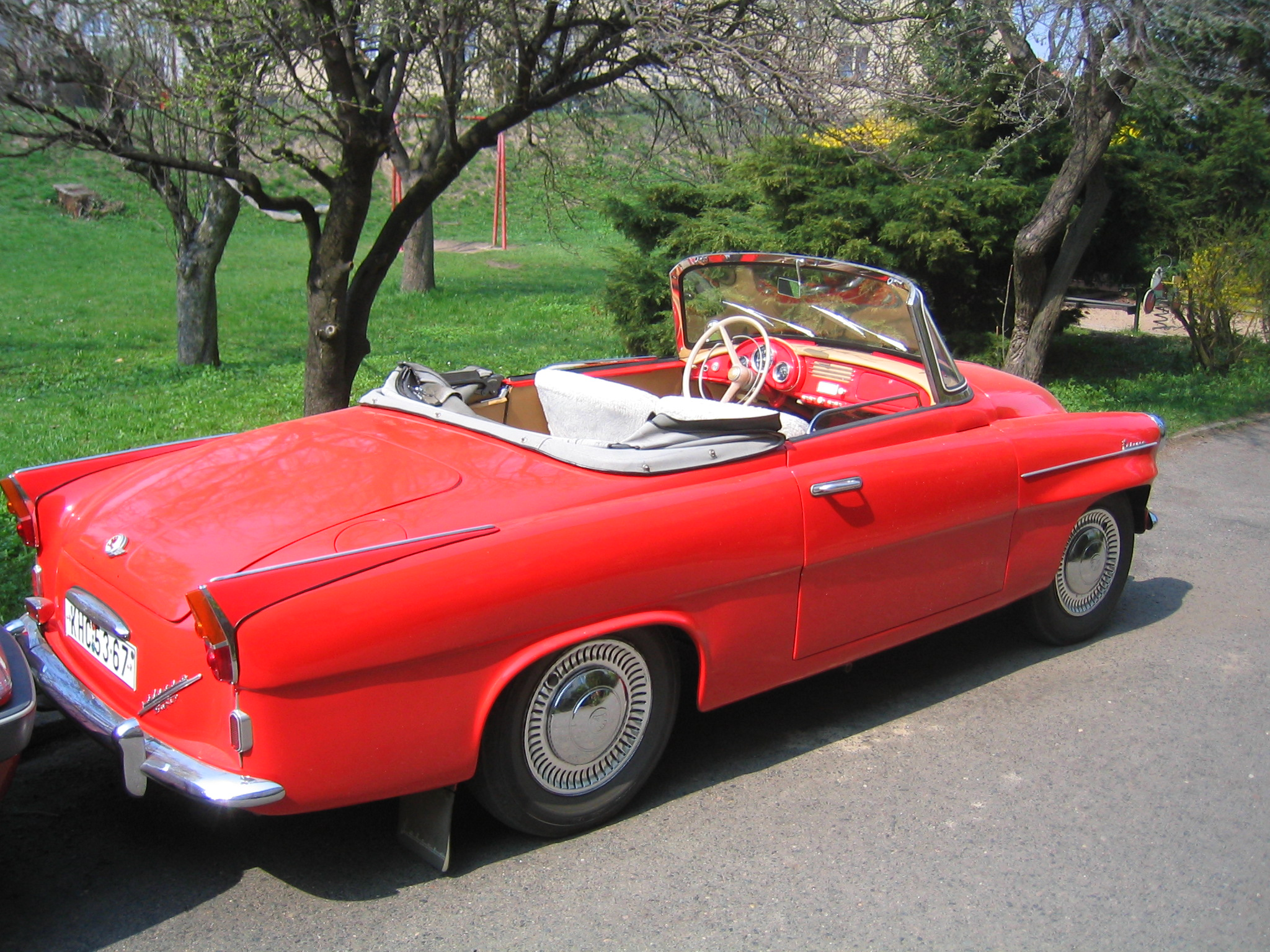
Škoda Felicia

## Sources
- Bernard Vermeylen, Voitures des pays de l'Est, Boulogne-Billancourt, ETAI, 2008, 239 p. (ISBN 9782726888087, OCLC 470767381)